# London North East (circonscription du Parlement européen)
Avant l’adoption uniforme de la représentation proportionnelle en 1999, le Royaume-Uni utilisait le système uninominal à un tour pour les élections européennes en Angleterre, en Écosse et au pays de Galles. Les conscriptions du Parlement européen utilisées dans ce système étaient plus petites que les circonscriptions régionales les plus récentes et ne comptaient chacune qu'un seul membre au Parlement européen.
La circonscription de London North East était l'une d'entre elles.

## Limites
1979-1984: Bethnal Green and Bow; Chingford; Hackney Central; Hackney North and Stoke Newington; Hackney South and Shoreditch; Leyton; Newham North West; Newham South; Stepney and Poplar; Walthamstow.
1984-1999: Bethnal Green and Stepney; Bow and Poplar; Chingford; Hackney North and Stoke Newington; Hackney South and Shoreditch; Leyton; Newham North West; Newham South; Walthamstow.

## Membre du Parlement européen
| Élection                    | Élection | Membre    | Parti  |
| --------------------------- | -------- | --------- | ------ |
|                             | 1979     | Alf Lomas | Labour |
| 1984                        |          | Alf Lomas | Labour |
| 1989                        |          | Alf Lomas | Labour |
| 1994                        |          | Alf Lomas | Labour |
| 1999 circonscription abolie |          |           |        |